# Pierre-Henri-Joseph Septans
Pierre-Henri-Joseph Septans, francoski general, * 1890, † 1972.